# 密花火筒树
密花火筒树（学名：Leea compactiflora）为葡萄科火筒树属下的一个种。

## 扩展阅读
- 維基物種上的相關：密花火筒树